# Teihivenator
Teihivenator ("silný lovec") je pochybný rod velkého dravého dinosaura (teropoda) z nadčeledi Tyrannosauroidea, který žil asi před 72 až 66 miliony let (geol. věk maastricht, souvrství Navesink) na území dnešního státu New Jersey v USA (někdejší ostrovní masa Appalačie). Pokud byl platným taxonem, šlo o menšího a geologicky mírně staršího příbuzného populárního rodu Tyrannosaurus.

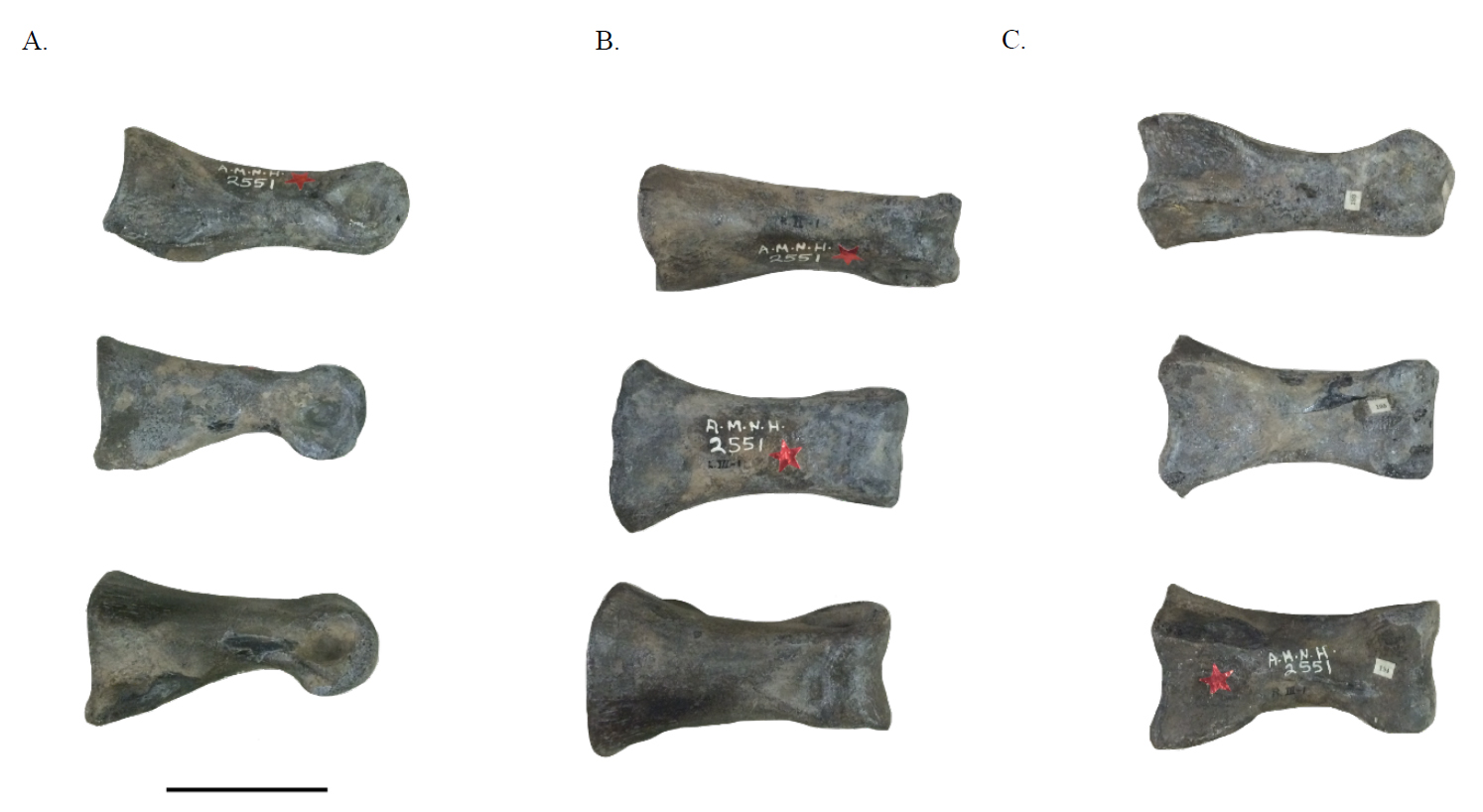
Články prstů (falangy) teihivenatora.

## Historie výzkumu
Teihivenator macropus byl původně popsán jako Dryptosaurus (Laelaps) macropus Edwardem D. Copem již v roce 1868. Krátce po novém popisu z roku 2017 se však objevil názor, že ve skutečnosti jde o kombinaci fosilií neznámého tyranosaurida a ornitomimida, takže T. macropus je dnes obecně považován za pochybné vědecké jméno - nomen dubium.